# El Dorado AVA
El Dorado AVA (anerkannt seit dem 13. Oktober 1983) ist ein Weinbaugebiet im US-Bundesstaat Kalifornien. Das Gebiet liegt in dem Verwaltungsgebiet El Dorado County, östlich von Sacramento. Das Weinbaugebiet liegt zu Füßen der Sierra Nevada Mountains. Angebaut werden überwiegend die Rebsorten Zinfandel, Cabernet Sauvignon und Merlot. Die Rebflächen liegen auf einer Höhe von 360 m bis 1.050 m ü. NN. Die besten Weinberge liegen meist über 650 m hoch. Der saure Boden ist überwiegend vulkanischen Ursprungs.
Südlich der El Dorado AVA schließen sich die Weinbaugebiete Fiddletown AVA und California Shenandoah Valley AVA an.

## Klima
Es herrscht ein mediterranes Klima vor mit mildem, meist feuchtem Winter und warmen trockenem Sommer. Da das Gebiet ca. 150 Kilometer von der Küste des Pazifiks entfernt liegt, ist es im Hochsommer oft sehr heiß. Die geringe Luftfeuchtigkeit und der Wind, der in der Nacht kühle Luft von der San Francisco Bay sowie aus den Bergen heranführt, machen den Aufenthalt jedoch erträglich und einen Weinbau in dieser Höhenlage möglich.